# Lijst van schilderijen in het Centraal Museum/N
Lijst van schilderijen in het Centraal Museum met werken van schilders van wie de achternaam begint met de letter N. Vermeldingen in het grijs geven aan dat het werk geen deel meer uitmaakt van de collectie van het Centraal Museum, bijvoorbeeld omdat het in bruikleen gegeven is aan een andere instelling of omdat het teruggegeven is aan de bruikleengever.
| Inventarisnummer | Toeschrijving                    | Titel | Datering  | Afbeelding |
| ---------------- | -------------------------------- | --- | --------- | ---------- |
| 14603            | H. Nardi                         | Portret van dr. Gerrit A. Hulsebos                                                                                          | 1875-1900 |            |
| 26950            | Bob Negrijn                      | Stilleven met stoel | 1989      |            |
| 28874            | Lowell Blair Nesbitt             | IBM-Ramac 305 | 1965      |            |
| 20416            | Gerrit van 't Net                | Zelfportret met afgesneden hoofd (als Johannes de Doper)                                                                    | 1930-1932 |            |
| 20058            | Gerrit van 't Net                | Venus | 1933-1934 |            |
| 20360            | Gerrit van 't Net                | De verjaardag | Ca. 1934  |            |
| 28424            | Gerrit van 't Net                | Portret van A.W.F.G. van Woerden                                                                                            | 1940      |            |
| 20455            | Gerrit van 't Net                | Zelfportret | Ca. 1940  |            |
| 21239            | Gerrit van 't Net                | Portret van mej. Van Woerden                                                                                                | Ca. 1941  |            |
| 20304            | Albert Neuhuys                   | Interieur | 1867-1868 |            |
| 20305            | Albert Neuhuys                   | Interieur | 1867-1868 |            |
| 8161             | Albert Neuhuys                   | Interieur met vrouw sraande bij een schoorsteen                                                                             | 1867-1868 |            |
| 8162             | Albert Neuhuys                   | Het naaistertje | 1868      |            |
| 22030            | Albert Neuhuys                   | Kind in stoel | Ca. 1880  |            |
| 9403             | Johan Heinrich Neuman            | Portret van Maria Henriette van der Muelen Zie Portretten van Maria Henriette van der Muelen en Carel Joseph van der Muelen | Ca. 1840  |            |
| 9402             | Johan Heinrich Neuman            | Portret van Carel Joseph van der Muelen Zie Portretten van Maria Henriette van der Muelen en Carel Joseph van der Muelen    | Ca. 1840  |            |
| 8904             | Johan Heinrich Neuman            | Portret van Maria Henrietta van der Muelen Zie Portretten van Maria Henrietta van der Muelen en Carel Joseph van der Muelen | Ca. 1840  |            |
| 8903             | Johan Heinrich Neuman            | Portret van Carel Joseph van der Muelen Zie Portretten van Maria Henrietta van der Muelen en Carel Joseph van der Muelen    | Ca. 1840  |            |
| 23057            | Johan Heinrich Neuman            | Portret van de familie Metelerkamp                                                                                          | 1851-1852 |            |
| 7606             | Johan Heinrich Neuman            | Portret van Jan Pieter van Mansvelt Zie Portretten van Jan Pieter van Mansvelt en Jacoba van der Breggen Paauw              | 1853      |            |
| 7607             | Johan Heinrich Neuman            | Portret van Jacoba van der Breggen Paauw Zie Portretten van Jan Pieter van Mansvelt en Jacoba van der Breggen Paauw         | 1853      |            |
| 21967            | Alphonse de Neuville             | Mobile de la Seine en 1870                                                                                                  | 1875      |            |
| 17044            | Constant Nieuwenhuijs            | Gevallen paard | 1950      |            |
| 17006            | Constant Nieuwenhuijs            | Zon | 1956      |            |
| 17042            | Constant Nieuwenhuijs            | Fiesta gitana | 1964      |            |
| 29772            | Constant Nieuwenhuijs            | Der blaue Draufgänger | 1969      |            |
| 27081            | Constant Nieuwenhuijs            | Espace en destruction | 1972      |            |
| 2335             | Adrianus Wilhelmus Nieuwenhuysen | De Mariaplaats met het Gebouw voor Kunsten en Wetenschappen te Utrecht                                                      | 1847      |            |
| 8036             | Adrianus Wilhelmus Nieuwenhuysen | Doop in de Sint Geertruidakerk te Utrecht                                                                                   | 1861      |            |
| 13098            | Jakob Nieweg                     | De harmonicaspeler Klaas van der Kolk                                                                                       | 1934      |            |
| 22019            | Dirk Nijland                     | Haventje in Rotterdam | Ca. 1909  |            |
| 22133            | Dirk Nijland                     | Pier bij Hoek van Holland                                                                                                   | 1912      |            |
| 22128            | Dirk Nijland                     | Vuurtoren | 1931      |            |
| 21934            | Dirk Nijland                     | Olielamp | 1945      |            |
| 10282            | Jan van Niwael                   | Jonge vrouw met gouden bokaal                                                                                               | 1646      |            |
| 22973            | Jan van Niwael                   | Portret van een jonge architect of zeevaarder                                                                               | 1648      |            |
| 7258             | Jan van Niwael                   | Portret van een geestelijke                                                                                                 | 1654      |            |
| 25543            | Titus Nolte en Kees Dolk         | Who is getting us out of this winter                                                                                        | 1983      |            |
| 25542            | Titus Nolte                      | Lost with the last word | 1983-1984 |            |
| 25979            | Titus Nolte                      | Warsawa ghetto | 1986      |            |
| 2334             | Justus van de Nypoort            | Boeren in een herberg | Ca. 1650  |            |